# Liste der Abschnitte des Allgemeinen Teils des Strafgesetzbuchs
Die Liste der Abschnitte des Allgemeinen Teils des Strafgesetzbuchs enthält eine Übersicht über die Systematik und die Regelungen des Allgemeinen Teils des deutschen Strafgesetzbuches. Der Allgemeine Teil ist in fünf Abschnitte (Das Strafgesetz, Die Tat usw.) untergliedert, welche wiederum unterschiedliche Anzahlen von (Unter-)Titeln aufführen, unter denen dann die einzelnen Paragraphen aufgelistet sind.

## Liste

### Das Strafgesetz

#### Geltungsbereich
- § 1 Keine Strafe ohne Gesetz
- § 2 Zeitliche Geltung
- § 3 Geltung für Inlandstaten
- § 4 Geltung für Taten auf deutschen Schiffen und Luftfahrzeugen
- § 5 Auslandstaten mit besonderem Inlandsbezug
- § 6 Auslandstaten gegen international geschützte Rechtsgüter
- § 7 Geltung für Auslandstaten in anderen Fällen
- § 8 Zeit der Tat
- § 9 Ort der Tat
- § 10 Sondervorschriften für Jugendliche und Heranwachsende

#### Sprachgebrauch
- § 11 Personen- und Sachbegriffe
- § 12 Verbrechen und Vergehen

### Die Tat

#### Grundlagen der Strafbarkeit
- § 13 Begehen durch Unterlassen
- § 14 Handeln für einen anderen
- § 15 Vorsätzliches und fahrlässiges Handeln
- § 16 Irrtum über Tatumstände
- § 17 Verbotsirrtum
- § 18 Schwerere Strafe bei besonderen Tatfolgen
- § 19 Schuldunfähigkeit des Kindes
- § 20 Schuldunfähigkeit wegen seelischer Störungen
- § 21 Verminderte Schuldfähigkeit

#### Versuch
- § 22 Begriffsbestimmung
- § 23 Strafbarkeit des Versuchs
- § 24 Rücktritt

#### Täterschaft und Teilnahme
- § 25 Täterschaft
- § 26 Anstiftung
- § 27 Beihilfe
- § 28 Besondere persönliche Merkmale
- § 29 Selbständige Strafbarkeit des Beteiligten
- § 30 Versuch der Beteiligung
- § 31 Rücktritt vom Versuch der Beteiligung

#### NotwehrundNotstand
- § 32 Notwehr
- § 33 Überschreitung der Notwehr
- § 34 Rechtfertigender Notstand
- § 35 Entschuldigender Notstand

#### Straflosigkeit parlamentarischer Äußerungen und Berichte
- § 36 Parlamentarische Äußerungen
- § 37 Parlamentarische Berichte

### Rechtsfolgen der Tat

#### Strafen

##### Freiheitsstrafe
- § 38 Dauer der Freiheitsstrafe
- § 39 Bemessung der Freiheitsstrafe

##### Geldstrafe
- § 40 Verhängung in Tagessätzen
- § 41 Geldstrafe neben Freiheitsstrafe
- § 42 Zahlungserleichterungen
- § 43 Ersatzfreiheitsstrafe

##### Nebenstrafe
- § 44 Fahrverbot

##### Nebenfolgen
- § 45 Verlust der Amtsfähigkeit, der Wählbarkeit und des Stimmrechts
- § 45a Eintritt und Berechnung des Verlustes
- § 45b Wiederverleihung von Fähigkeiten und Rechten

#### Strafbemessung
- § 46 Grundsätze der Strafzumessung
- § 46a Täter-Opfer-Ausgleich, Schadenswiedergutmachung
- § 46b Hilfe zur Aufklärung oder Verhinderung von schweren Straftaten
- § 47 Kurze Freiheitsstrafe nur in Ausnahmefällen
- § 48 (weggefallen, ehemals Rückfall)
- § 49 Besondere gesetzliche Milderungsgründe
- § 50 Zusammentreffen von Milderungsgründen
- § 51 Anrechnung

#### Strafbemessung bei mehreren Gesetzesverletzungen
- § 52 Tateinheit
- § 53 Tatmehrheit
- § 54 Bildung der Gesamtstrafe
- § 55 Nachträgliche Bildung der Gesamtstrafe

#### Strafaussetzung zur Bewährung
- § 56 Strafaussetzung
- § 56a Bewährungszeit
- § 56b Auflagen
- § 56c Weisungen
- § 56d Bewährungshilfe
- § 56e Nachträgliche Entscheidungen
- § 56f Widerruf der Strafaussetzung
- § 56g Straferlaß
- § 57 Aussetzung des Strafrestes bei zeitiger Freiheitsstrafe
- § 57a Aussetzung des Strafrestes bei lebenslanger Freiheitsstrafe
- § 57b Aussetzung des Strafrestes bei lebenslanger Freiheitsstrafe als Gesamtstrafe
- § 58 Gesamtstrafe und Strafaussetzung

#### Verwarnung mit Strafvorbehalt; Absehen von Strafe
- § 59 Voraussetzungen der Verwarnung mit Strafvorbehalt
- § 59a Bewährungszeit, Auflagen und Weisungen
- § 59b Verurteilung zu der vorbehaltenen Strafe
- § 59c Gesamtstrafe und Verwarnung mit Strafvorbehalt
- § 60 Absehen von Strafe

#### Maßregeln der Besserung und Sicherung
- § 61 Übersicht
- § 62 Grundsatz der Verhältnismäßigkeit

##### Freiheitsentziehende Maßregeln
- § 63 Unterbringung in einem psychiatrischen Krankenhaus
- § 64 Unterbringung in einer Entziehungsanstalt
- § 65 (weggefallen)
- § 66 Unterbringung in der Sicherungsverwahrung
- § 66a Vorbehalt der Unterbringung in der Sicherungsverwahrung
- § 66b Nachträgliche Anordnung der Unterbringung in der Sicherungsverwahrung
- § 66c Ausgestaltung der Unterbringung in der Sicherungsverwahrung und des vorhergehenden Strafvollzugs
- § 67 Reihenfolge der Vollstreckung
- § 67a Überweisung in den Vollzug einer anderen Maßregel
- § 67bAussetzung zugleich mit der Anordnung
- § 67c Späterer Beginn der Unterbringung
- § 67d Dauer der Unterbringung
- § 67e Überprüfung
- § 67f Mehrfache Anordnung der Maßregel
- § 67g Widerruf der Aussetzung
- § 67h Befristete Wiederinvollzugsetzung; Krisenintervention

##### Führungsaufsicht
- § 68 Voraussetzungen der Führungsaufsicht
- § 68a Aufsichtsstelle, Bewährungshilfe, forensische Ambulanz
- § 68b Weisungen
- § 68c Dauer der Führungsaufsicht
- § 68d Nachträgliche Entscheidungen; Überprüfungsfrist
- § 68e Beendigung oder Ruhen der Führungsaufsicht
- § 68f Führungsaufsicht bei Nichtaussetzung des Strafrestes
- § 68g Führungsaufsicht und Aussetzung zur Bewährung

##### Entziehung der Fahrerlaubnis
- § 69 Entziehung der Fahrerlaubnis
- § 69a Sperre für die Erteilung einer Fahrerlaubnis
- § 69b Wirkung der Entziehung bei einer ausländischen Fahrerlaubnis

##### Berufsverbot
- § 70 Anordnung des Berufsverbots
- § 70a Aussetzung des Berufsverbots
- § 70b Widerruf der Aussetzung und Erledigung des Berufsverbots

##### Gemeinsame Vorschriften
- § 71 Selbständige Anordnung
- § 72 Verbindung von Maßregeln

#### Einziehung
- § 73 Einziehung von Taterträgen bei Tätern und Teilnehmern
- § 73a Erweiterte Einziehung von Taterträgen bei Tätern und Teilnehmern
- § 73b Einziehung von Taterträgen bei anderen
- § 73cEinziehung des Wertes von Taterträgen
- § 73d Bestimmung des Wertes des Erlangten; Schätzung
- § 73e Ausschluss der Einziehung des Tatertrages oder des Wertersatzes
- § 74 Einziehung von Tatprodukten, Tatmitteln und Tatobjekten bei Tätern und Teilnehmern
- § 74a Einziehung von Tatprodukten, Tatmitteln und Tatobjekten bei anderen
- § 74b Sicherungseinziehung
- § 74c Einziehung des Wertes von Tatprodukten, Tatmitteln und Tatobjekten bei Tätern und Teilnehmern
- § 74d Einziehung von Verkörperungen eines Inhalts und Unbrauchbarmachung
- § 74e Sondervorschrift für Organe und Vertreter
- § 74f Grundsatz der Verhältnismäßigkeit
- § 75 Wirkung der Einziehung
- § 76 Nachträgliche Anordnung der Einziehung des Wertersatzes
- § 76a Selbständige Einziehung
- § 76b Verjährung der Einziehung von Taterträgen und des Wertes von Taterträgen

### Strafantrag, Ermächtigung,Strafverlangen
- § 77 Antragsberechtigte
- § 77a Antrag des Dienstvorgesetzten
- § 77b Antragsfrist
- § 77c Wechselseitig begangene Taten
- § 77d Zurücknahme des Antrags
- § 77e Ermächtigung und Strafverlangen

### Verjährung

#### Verfolgungsverjährung
- § 78 Verjährungsfrist
- § 78a Beginn
- § 78b Ruhen
- § 78cUnterbrechung

#### Vollstreckungsverjährung
- § 79 Verjährungsfrist
- § 79a Ruhen
- § 79b Verlängerung